# Charles Rinn
Pour la commune, voir Rinn.
Charles Wilhem Rinn, né le 6 septembre 1849 à Marseille et mort le 23 décembre 1917 à Angers, est un helléniste et lexicographe français, connu principalement pour ses ouvrages scolaires.

## Biographie
Il est agrégé de grammaire en 1874. Élève sortant de l’École normale supérieure (1870-1874), il est alors nommé pendant deux ans, professeur au lycée de Laval (1874-1875). Il enseigne ensuite au Collège Rollin en 1875, puis au Lycée Fontanes en 1882, où il finit sa carrière en 1912. Il est professeur aux maisons d'éducation de la Légion d'honneur à partir de 1890. Il est en 1893-94 le professeur de Roger Martin du Gard. Il est chevalier en 1895, puis officier de la légion d'honneur en 1913.

## Publications
Essais, manuels scolaires
- Discours prononcé par M. Rinn, à la distribution des prix du collège Rollin le 7 août 1877 ;
- Morale et patrie : lectures à l’usage des écoles primaires (en collaboration avec Alfred Mézières; 1885 ; rééditions en 1894 et 1900) ;
- Nouvelle grammaire française de A. Chassang... revue, modifiée et simplifiée (en collaboration avec Louis Humbert ; 1892 ; rééditions en 1901, 1903 et 1907)
- 384 dictées choisies... suivies de devoirs oraux et écrits (en collaboration avec Louis Humbert); 1895 ;
- Notice sur Deltour (Félix), 1822-1904 (en collaboration avec Ernest Dupuy), 1904 ;
- Un mystérieux enlèvement : l’Affaire Clément de Ris, 1910.

Éditions commentées
- Cicéron
  - M. Tullii Ciceronis pro Archia poeta oratio, 1881, (réédition en 1894)
  - M. Tullii Ciceronis Cato major de Senectute liber ad T. Pomponium Atticum, 1882

- Cornélius Népos
  - Cornelii Nepotis opera (en collaboration avec L.-Wilhelm Rinn) ; 1878, réédition en 1884

- Hérodote
  - Les Histoires d’Hérodote : notice, analyse et extraits (en collaboration avec Félix Deltour), 1894

- Homère
  - L'Iliade et l'Odyssée : notice, analyse et extraits (en collaboration avec Félix Deltour), 1894

- Jean Racine
  - Les Plaideurs, 1882

- Louis Wilhelm Rinn
  - Cours gradué de thèmes latins..., 1878
  - Littérature, composition et style : leçons professées dans les cours spéciaux de l’Hôtel de ville de Paris, 1880, (rééditions en 1886 et 1891)

- Tite-Live
  - Tite-Live : notice, analyse et extraits (en collaboration avec Félix Deltour), 1894

- Virgile
  - Virgile : notice, analyse et extraits (en collaboration avec Félix Deltour), 1894

- Xénophon
  - Extraits de l’Anabase et de la Cyropédie, 1889, (réédition en 1899)
  - Xénophon : notice, analyse et extraits, 1894, (en collaboration avec Félix Deltour)

Recueils collectifs
- Choix de morceaux traduits des auteurs grecs (en collaboration avec Félix Deltour ; 1884 ; rééditions en 1885, 1889, 1892, 1895 et 1907)
- Choix de morceaux traduits des auteurs latins (en collaboration avec Félix Deltour ; 1885 ; rééditions en 1892 et 1895)
- La Tragédie grecque : analyses et extraits du théâtre d’Eschyle, de Sophocle et d’Euripide (en collaboration avec Félix Deltour ; réédition en 1896), 1887
- Analyses et extraits des auteurs grecs et des auteurs latins, 1893, (en collaboration avec Félix Deltour)